# Bogstad gård
Bogstad gård är en herrgårdslik norsk gårdsbyggnad i Oslo, uppförd åren 1772–1792.
Morten Leuch uppförde den ursprungliga delen av huvudbyggnaden. Den utbyggdes senare av Peder Anker, som gav den dess nuvarande slottskaraktär. Gården och tillhörande parkområde förvaltas sedan 1954 av Norsk Folkemuseum.